# Tierra de pasiones
Tierra de pasiones é uma telenovela estadunidense-colombiana produzida e exibida pela Telemundo entre 20 de fevereiro e 24 de outubro de 2006.
Foi protagonizada por Gabriela Spanic e Saúl Lisazo e antagonizada por Catherine Siachoque, Héctor Suárez, Geraldine Bazán, Carolina Lizarazo e Ricardo Chávez.

## Sinopse
Valeria San Román é uma bela mulher de caráter forte, que vive em constante conflito com seu pai, José María "Don Chema", um prestigiado latifundiário que possui as vinhas mais importantes da região. No passado, Don Chema a afastou do homem que ela amava e tirou dela a criança que esperava, fruto desse amor. Belinda, filha de Valeria e Pablo Gonzales, cresceu acreditando que Don Chema é seu pai e vê Valeria como sua irmã. Ela se tornou uma jovem promíscua, egoísta e maliciosa, sem saber a verdade sobre suas origens, já que todos acreditam que Pablo está morto.
Valeria está comprometida com Miguel Valdez e acredita ter encontrado nele o amor que seu pai lhe roubou no passado. No entanto, um dia antes do casamento, ela descobre que Don Chema pagou a Miguel para que se casasse com ela, mantendo-a longe da verdade, especialmente de que Don Chema foi o responsável pelo assassinato de sua mãe para assumir o controle do rancho. Destruída, Valeria decide manter a farsa, mas no dia do casamento, ela abandona Miguel no altar e, diante de todos, revela a verdadeira face de Don Chema.
Simultaneamente, Gustavo Contreras, outro importante latifundiário da região, vê-se em ruínas devido ao comportamento extravagante de sua jovem esposa, Marcia Hernández, que desperdiçou sua fortuna. Francisco Contreras, filho de Gustavo, decide levar seu filho problemático, Roberto, para visitar o avô, tentando escondê-lo dos problemas em que se envolveu por causa de suas apostas. Ao chegar, Francisco descobre que seu pai se casou com a irmã de sua noiva, Paula, e, sentindo-se traído, rompe seu compromisso com ela.
Gustavo, arruinado e descobrindo as verdadeiras intenções de Marcia, comete suicídio, deixando o rancho falido para Marcia e Francisco. Francisco é forçado a viver com Marcia, que não descansará até conseguir o dinheiro que sempre almejou. O rancho Contreras se transforma em um campo de batalha entre Francisco e Marcia, que ainda convida Paula a morar lá, na esperança de reconquistar Francisco.
Valeria e Francisco se conhecem, e a química entre eles cresce inevitavelmente até se transformar em amor. Contudo, intrigas e o terrível caráter de Marcia e Paula ameaçam separar o casal. A história toma um novo rumo quando é revelado que Pablo está vivo e deseja voltar para Valeria, além de um segredo inesperado que mudará tudo.

## Elenco
- Gabriela Spanic como Valeria San Román.
- Saúl Lisazo como Francisco Contreras.
- Catherine Siachoque como Marcia Hernández - Villana Principal.
- Héctor Suárez como José María 'Chema' San Román - Villano.
- Geraldine Bazán como Belinda San Román - Villana.
- Arap Bethke como Roberto "Beto" Contreras.
- Ricardo Chávez como Miguel Valdez.
- Carolina Lizarazo como Paula Hernández.
- Francisco Gattorno como Pablo González.
- Elluz Peraza como María Laura Contreras.
- Liliana Rodríguez como Lourdes 'Lulu' Aguilar.
- Fred Valle como Gustavo Contreras.
- Martha Mijares como Olga 'Olguita' Flores.
- Chela Arias como Mercedes Armenta.
- Bernie Paz como Fernando.
- Ariel López Padilla como Javier Ortigoza.
- Clemencia Velásquez como Dora Gálvez.
- Jessica Cerezo como Daniela "Danny" Domínguez''.
- René Gatica como Dr. Mauro Román.
- Carlos East como Alejandro Domínguez "Alex".
- Eduardo Cuervo como Mauricio 'Mauro' Lopez.
- Kenya Hijuelos como María Lorna Gálvez.
- Sergio Catalán como Jorge San Román.
- Isabel Moreno como Mariana "Nana" Sánchez.
- Alcira Gil como Doña Zoraidita.
- Teresa Tuccio como Gabriela López.
- Julio Ocampo como Andrés San Román.
- Álvaro Ruiz como Ramon.
- Xavier Coronel como Padre Auxilio.